# 田艇吉
田艇吉（でん ていきち，1852年10月18日—1938年11月17日），號楓軒、松鶴，日本山陰道丹波國冰上郡下小倉村（今兵庫縣丹波市柏原町下小倉）人，冰上郡長、眾議院議員。

## 經歷
生於丹波國氷上郡柏原藩領的下小倉村（今兵庫縣丹波市柏原町下小倉），是田文平的長子。8歲起跟隨村裏的醫生長沢順方學習讀書，12歲的時候進入小島省齋。
明治12年（1879年）當選第一期縣會議員。之後、歷任氷上郡書記、氷上郡長、當選眾議院議員。盡力協助鐘ヶ坂トンネル與阪鶴鉄道的開通。
明治37年（1904年），就任阪鶴鉄道株式会社取締役社長。
昭和13年（1938年）11月17日，因腦溢血過世，享年87歲。
西日本旅客鉄道（JR西日本）為了表彰紀念艇吉的功績，便在福知山線柏原車站前樹立一個艇吉的銅像。銅像台座的「田 艇吉翁」題字是由若槻礼次郎所揮毫。